# Episodi di Serpico
L'unica stagione della serie televisiva Serpico è stata trasmessa per la prima volta negli Stati Uniti dalla NBC tra il 24 settembre 1976 e il 28 gennaio 1977. Il telefilm fu anticipato da un film per la televisione trasmesso il 24 aprile 1976.
| nº | Titolo originale            | Titolo italiano                     | Prima TV USA      | Prima TV Italia |
| -- | --------------------------- | ----------------------------------- | ----------------- | --------------- |
| -  | The Deadly Game             | Gioco mortale (prima/seconda parte) | 24 aprile 1976    |                 |
| 1  | Country Boy                 |                                     | 24 settembre 1976 |                 |
| 2  | The Traitor in Our Midst    |                                     | 1 ottobre 1976    |                 |
| 3  | The Indian                  |                                     | 8 ottobre 1976    |                 |
| 4  | Every Man Must Pay His Dues | I debiti vanno pagati               | 29 ottobre 1976   |                 |
| 5  | Strike!                     |                                     | 5 novembre 1976   |                 |
| 6  | Trumpet of Time             |                                     | 12 novembre 1976  |                 |
| 7  | Prime Evil                  | Il racket del male                  | 26 novembre 1976  |                 |
| 8  | Rapid Fire                  |                                     | 10 dicembre 1976  |                 |
| 9  | Dawn of the Furies          |                                     | 17 dicembre 1976  |                 |
| 10 | The Serbian Connection      |                                     | 24 dicembre 1976  |                 |
| 11 | Danger Zone                 |                                     | 31 dicembre 1976  |                 |
| 12 | Sanctuary                   |                                     | 7 gennaio 1977    |                 |
| 13 | The Party of Your Choice    |                                     | 14 gennaio 1977   |                 |
| 14 | One Long Tomorrow           |                                     | 28 gennaio 1977   |                 |
| 15 | A Secret Place              |                                     |                   |                 |